# Cleo (sångare)
Joanna Krystyna Klepko, mer känd under artistnamnet Cleo, född 25 juni 1983 i Szczecin, är en polsk sångerska och låtskrivare. Hon representerade Polen i Eurovision Song Contest 2014 i Köpenhamn med låten "My Słowianie" tillsammans med kollegan Donatan.